# Red R-2R

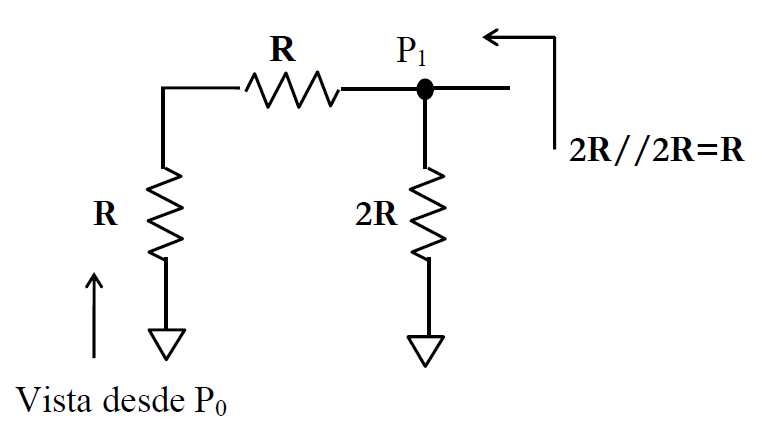
Resistencia equivalente lógica natural flexible

Una red R-2R o también llamada escalera de resistencias es un circuito electrónico formado por resistencias alternando dos valores posibles, donde un valor debe ser el doble del otro. Varias configuraciones son posibles.
Una red R-2R permite una forma simple y económica de implementar un convertidor digital-analógico (DAC), enlazando grupos de resistencias de precisión alternando los dos valores posibles en una escalera.

## Convertidor digital-analógico de red R-2R
Los convertidores digital-analógico (DAC) de escalera o red R-2R hacen uso de la red R-2R para generar una señal analógica a partir de los datos digitales que se presenten en sus entradas. A diferencia del DAC de pesos ponderados, el de red R-2R solo necesita dos valores de resistencias. Lo que lo hace mucho más sencillo.
Igual que el modelo de resistencias ponderadas, consta de una red de conmutadores, una referencia estable de tensión y la red o escalera R-2R de precisión. La salida se conecta a un circuito aislador que permite conectarlo sin carga a la siguiente etapa. El análisis de la escalera se realiza evaluando los equivalentes de Thêvenin desde los puntos señalados. Desde cualquiera de estos puntos la resistencia equivalente resulta ser R. En efecto, por ejemplo, desde P0 es trivial ver que el equivalente paralelo es 2R//2R=R. Desde P1 hay que hacer algo más pero también es
fácil ver que vale R. Lo vemos en la figura.
En los DAC multiplicados, la escalera R-2R usa el voltaje de referencia como una entrada. Este puede variar sobre el rango máximo de voltaje del amplificador y es multiplicado por el código digital.

## Características

### Ventajas
- Alta velocidad de conversión
- Funcionamiento sencillo

### Inconvenientes
- Los valores de las resistencias tienen que ser precisos, sobre todo los de las resistencias de los bits MSB (Most Significant Bit)
- Son necesarios muchas resistencias